# Inside The Smiths
Inside The Smiths é o título do primeiro documentário oficial sobre a banda britânica The Smiths; lançado em 16 de julho em DVD. O filme, que estreou em sua cidade natal, Manchester, é dirigido por Stephen Petricco, que é um bom amigo de Andy Rourke e Mike Joyce - ambos ex-membros do The Smiths - que são os responsáveis pelo filme, que foi rodado no Reino Unido, Europa e EUA. Johnny Marr e Morrissey não queriam participar do empreendimento; portanto, o ponto de vista do filme é de Rourke e Joyce. O filme também conta com contribuições – na forma de entrevistas – de Ricky Wilson e Nick Hodgson do Kaiser Chiefs, Pete Shelley do The Buzzcocks e Mark E Smith do The Fall.